# Курський тролейбус
Курський тролейбус (рос. Курский троллейбус) — діюча (від 18 серпня 1972 року) в обласному центрі місті Курську тролейбусна система Росії.
Експлуатацію тролейбусної мережі здійснює МУП «Курськелектротранс» (рос. «Курскэлектротранс»), розташоване за адресою: м. Курськ, вул. Карла Маркса, 6. У віданні організації 1 депо (розраховане на 100 тролейбусів), що розташоване у мікрорайоні СХА за адресою: вул. Кавказька, 1.

## Історія
18 серпня 1972 року в Курську було відкрито тролейбусний рух. Перший тролейбус вийшов з депо 21 серпня. Відкривали рух 25 тролейбусів ЗіУ-5 (модифікації Д), що дістали інвентарні номери 01-25.
Хронологічно так відкривались лінії й ділянки руху курського тролейбусу:
- 18 серпня 1972 року — відкриття лінії «СХІ — Червона площа».
- 27 жовтня 1973 року — відкриття лінії до Південної автостанції (пл. Дзержинського).
- січень 1975 року — відкриття лінії до школи № 3.
- 4 листопада 1976 року — відкриття лінії до КПК (картонажно-поліграфічного комбінату).
- 5 листопада 1982 року — відкриття лінії до Льговського повороту.
- 6 листопада 1985 року — відкриття лінії до Магістрального проїзду.
- 6 листопада 1989 року — відкриття лінії до авіацентру.
- 25 січня 2010 року — відкриття лінії до Північно-Західного мікрорайону (офіційне відкриття відбулося 3 лютого)[2].

## Маршрути

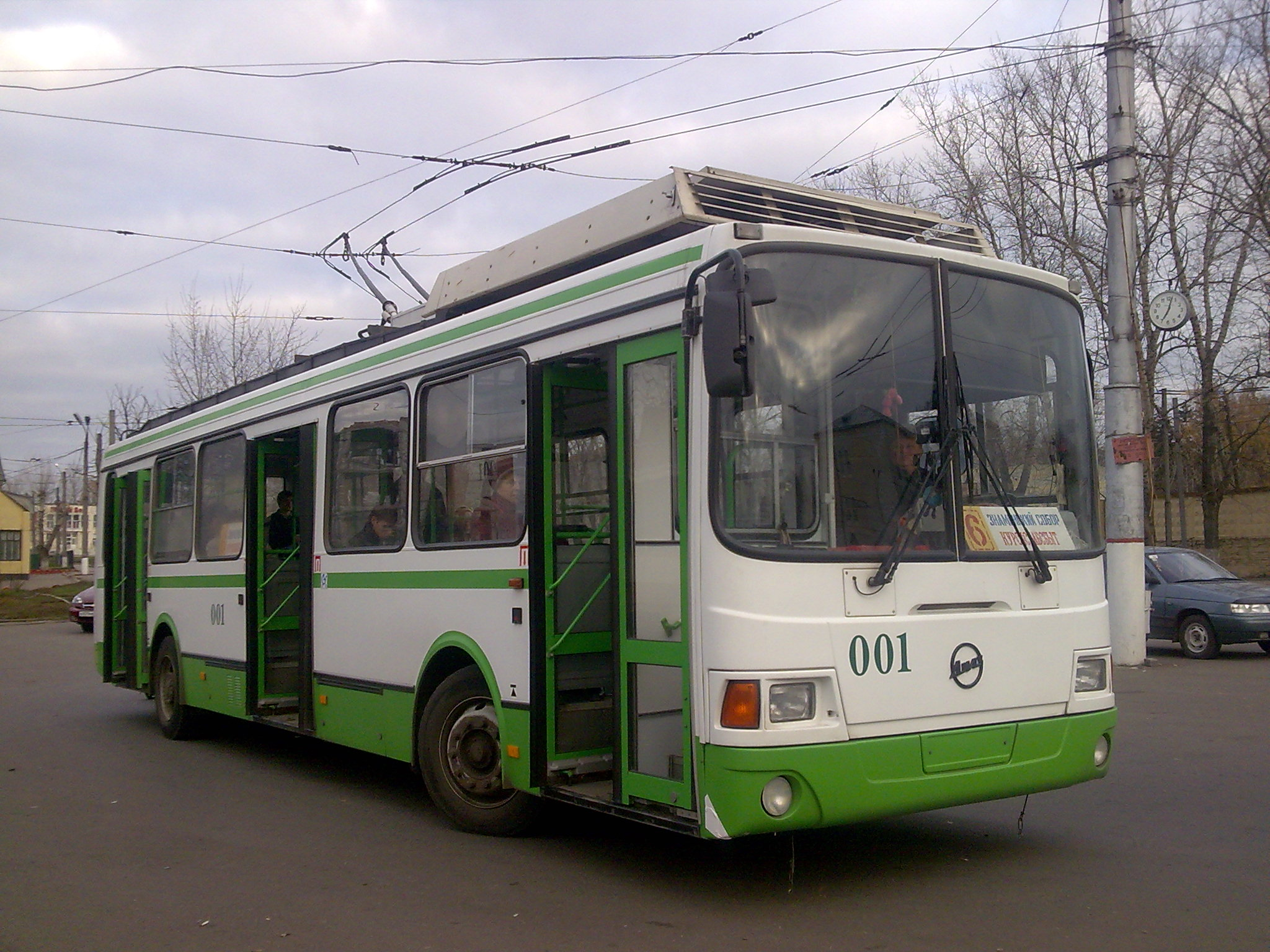
Тролейбус моделі ЛіАЗ 5280 на 6 маршруті (2008 рік)

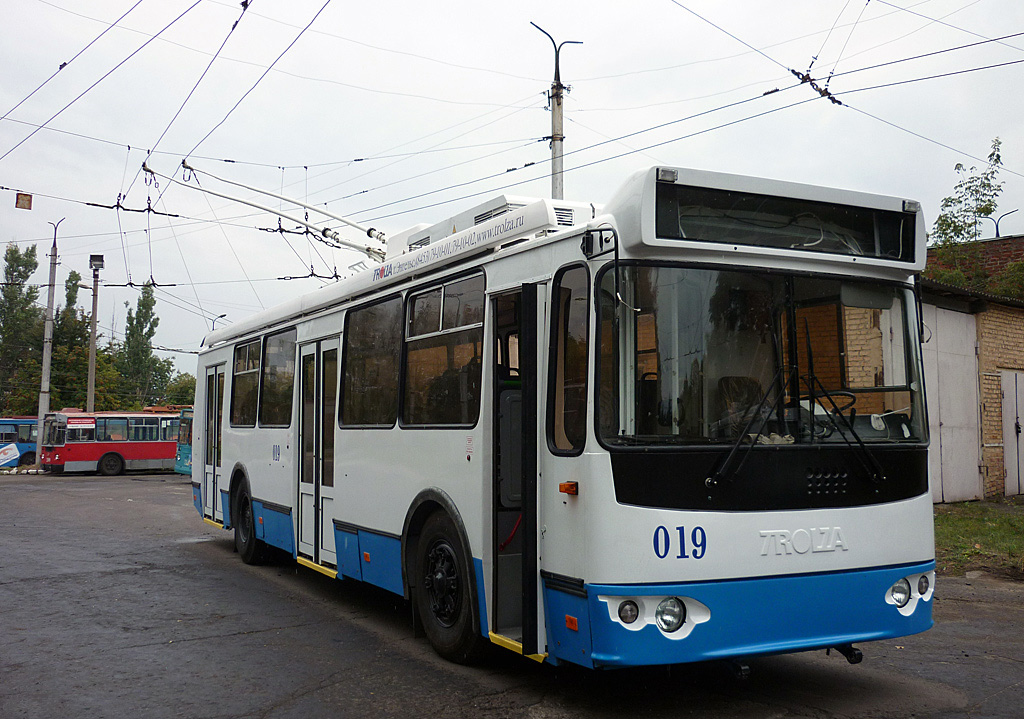
Курський тролейбус Тролза

Станом на літо 2020 року в Курську 8 діючих тролейбусних маршрутів, ще 4 було скасовано:
| Номер маршруту | Шлях слідування                                      | Примітки                         |
| -------------- | ---------------------------------------------------- | -------------------------------- |
| № 1            | «Знаменський собор — ККПФ»                           |                                  |
| № 2            | «вулиця Бочарова — Північно-Західний район»          |                                  |
| № 3            | «вулиця Бочарова — школа № 12»                       | назад через Знаменський собор    |
| № 4            | «Знаменський собор — Льговський поворот (АТ „Сейм“)» | закрито                          |
| № 5            | «Знаменський собор — тролейбусне депо»               |                                  |
| № 6            | «Знаменський собор — „Курськснабсбит“»               | закрито                          |
| № 7            | «Знаменський собор — Авіцентр»                       |                                  |
| № 7а           | «Льговський поворот — Авіцентр»                      | закрито                          |
| № 8            | «ККПФ — Льговський поворот (АТ „Сейм“)»              | назад через к/ст «вул. Бочарова» |
| № 9            | «Північно-Західний район — Знаменський собор»        |                                  |
| № 10           | «Північно-Західний район — ККПФ»                     | закрито                          |
| № 11           | «Північний — Знаменський собор»                      |                                  |

З 1 липня 2022 року в Курську затверджена нова маршрутна мережа.

## Рухомий склад
У Курську нині[коли?] експлуатуються тролейбуси таких моделей:
- ЗіУ-682:
  - ЗіУ-682В:
    - ЗіУ-682В00: № 139, № 149;
    - ЗіУ-682В0А: № 152, № 158, № 161, № 164;

  - ЗіУ-682Г:
    - ЗіУ-682Г00: № 166, № 168, № 173, № 176, № 179, № 180, № 182—185, № 187—189, № 192, № 194—195, № 197—207;
    - ЗіУ-682Г0А (ЗиУ-682Г-012): № 208—222
    - ЗіУ-682Г-016.04: № 018—020;

  - ЗіУ-682 (КР Іваново): № 228—232;
- ВМЗ-5298.00: № 223—227;
- ЛіАЗ 5280 (сборка ВЗТМ): № 001—006;
- АКСМ-321: № 007—017, 021—025;
- КТГ-1, № 07 (використовується як тягач).

## Збирання тролейбусів

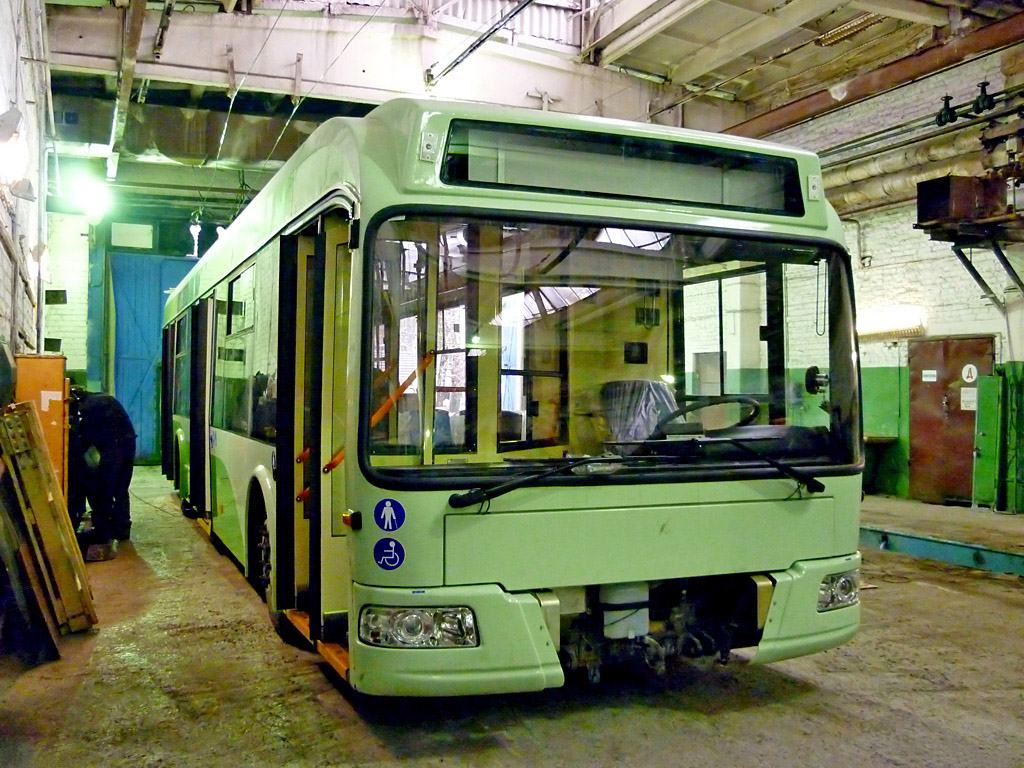
Перший тролейбус, зібраний у Курську

У 2010 році Курська область підписала контракт з ВАТ «Белкоммунмаш» про співпрацю, в рамках договору з Мінська до Курська був відправлений машинокомплект тролейбуса Белкоммунмаш 321, який був зібраний у січні 2011 року.
У 2011 році планувалося зібрати 40 тролейбусів для потреб Курська та прилеглих міст з тролейбусною системою.